# Yorkville (Nova York)
Yorkville és una població dels Estats Units a l'estat de Nova York. Segons el cens del 2000 tenia 2.675 habitants.

## Demografia
Segons el cens del 2000, Yorkville tenia 2.675 habitants, 1.160 habitatges, i 718 famílies. La densitat de població era de 1.541,5 habitants per km².
Dels 1.160 habitatges en un 27% hi vivien nens de menys de 18 anys, en un 42,9% hi vivien parelles casades, en un 14,7% dones solteres, i en un 38,1% no eren unitats familiars. En el 33,5% dels habitatges hi vivien persones soles el 16,3% de les quals corresponia a persones de 65 anys o més que vivien soles. El nombre mitjà de persones vivint en cada habitatge era de 2,3 i el nombre mitjà de persones que vivien en cada família era de 2,91.
Per edats la població es repartia de la següent manera: un 22,5% tenia menys de 18 anys, un 8,7% entre 18 i 24, un 27,1% entre 25 i 44, un 22,4% de 45 a 60 i un 19,3% 65 anys o més.
L'edat mediana era de 39 anys. Per cada 100 dones de 18 o més anys hi havia 87 homes.
La renda mediana per habitatge era de 33.490 $ i la renda mediana per família de 42.813 $. Els homes tenien una renda mediana de 29.575 $ mentre que les dones 22.382 $. La renda per capita de la població era de 17.727 $. Entorn del 10,1% de les famílies i el 12,1% de la població estaven per davall del llindar de pobresa.